# Diplotaxodon apogon
Diplotaxodon apogon è una specie di Ciclidi haplochromini endemica del Lago Malawi. La IUCN considera questo taxon come un sinonimo di Diplotaxodon ecclesi. È una specie bentopelagica che vive a profondità comprese tra 50 - 200 m, normalmente vicino al fondale in aree pianeggianti.